# Dive Coaster
Ein Dive Coaster (ursprünglich bekannt unter dem Namen Diving Machine) ist ein Achterbahntyp des Herstellers Bolliger & Mabillard, der sich durch mindestens eine fast vertikale Abfahrt und besonders breite Wagen definiert. Im Gegensatz zu anderen Achterbahnen gelangt der Zug bei diesem Typ nach dem Lifthill und einem kurzen, flachen Schienenstück in eine Haltebremse, die den Zug in einer Neigung von circa 45° direkt über der folgenden Abfahrt – zumeist 90° – für einige Sekunden hält und dann wieder frei lässt.
Die Entwicklung begann in den Jahren 1994 und 1995. Die erste Achterbahn dieses Typs ist die Oblivion im britischen Themenpark Alton Towers, welche am 14. März 1998 eröffnet wurde. Charakteristisch sind die sehr breiten, aber dafür kurzen Züge und die dadurch bedingten sehr breiten und starken Schienen. Es gibt Züge mit und ohne Böden. Bis Ende 2022 wurden 16 Achterbahnen dieses Typs gebaut.
Unter dem Namen Vertical Roller Coaster stellt der chinesische Achterbahnhersteller Jinma Rides ein vergleichbares Achterbahnmodell her.

## Geschichte
Laut Walter Bolliger begann die Entwicklung des Dive Coasters in den Jahren 1994 und 1995.
Am 14. März 1998 wurde mit Oblivion in Alton Towers der erste Dive Coaster der Welt eröffnet. Obwohl Oblivion als Dive Coaster bezeichnet wird, hat die Bahn nur eine 88,8° steile Abfahrt. Zwei Jahre später wurde der zweite Dive Coaster Diving Machine G5 in Janfusun Fancyworld eröffnet, dessen maximale vertikale Neigung 87,5° beträgt. Beide Bahnen besitzen Züge mit Boden und nur zwei Reihen.
2005 wurde SheiKra mit zwei für einen Dive Coaster neuen Elementen eröffnet. Beim Splashdown taucht der Zug mit den am hinteren Teil befestigten Leitblechen in das Wasserbecken ein und schleudert dadurch Wasser auf.
Ein weiteres neues Element war der Immelmann, bei dem der Wagen zuerst einen halben Looping durchfährt, auf den eine halbe Rolle folgt, sodass der Zug nach diesem Element in die entgegengesetzte Richtung fährt. Der Immelmann war außerdem die erste Inversion eines Dive Coasters. Fast alle nach SheiKra errichteten Dive Coaster hatten mindestens einen Splashdown und einen Immelmann. Eine Ausnahme ist Baron 1898, bei dem der Zug nach der ersten Abfahrt in einen mit Nebel gefüllten Tunnel eintaucht.
SheiKra war außerdem der erste Dive Coaster, der eine echte 90°-Abfahrt und Züge mit drei Sitzreihen hatte. Als Sheikra eröffnet wurde, war er der größte, schnellste und längste Dive Coaster und der erste in Nordamerika.
Mit Griffon wurde 2007 im Schwesterpark Busch Gardens in Williamsburg der vierte Dive Coaster fertiggestellt. Dies war die erste Bahn, die zehn Sitze in einer einzigen Reihe besaß und die erste Bahn mit bodenlosen Zügen. Außerdem gab es bei Griffon erstmals mit zwei Immelmann-Elementen zwei Inversionen.
Aufgrund der erfolgreichen Einführung der bodenlosen Züge wurde SheiKra, der vorher Züge mit Boden besaß, umgerüstet und mit neuen Zügen ausgestattet. Seither hat jeder nach SheiKra errichtete Dive Coaster bodenlose Züge.
Am 21. Januar 2008 wurde mit Dive Coaster im Chimelong Paradise der längste Dive Coaster und der erste in China eröffnet. Mit Diving Coaster im Happy Valley wurde ebenfalls in China am 16. August 2009 eine weitgehende Kopie von SheiKra errichtet.
Mit der Krake genannten Bahn wurde im Heide Park Resort in Soltau am 16. April 2011 die erste Anlage in Deutschland eröffnet. Die Wagen der Bahn haben erstmals nur sechs Sitzplätze in einer Reihe. Neben einem Immelmann hat die Bahn ebenfalls die bekannte Wasserung, wie man sie bei SheiKra oder Griffon findet. Es ist die erste Anlage in Europa, die diese Elemente vorzuweisen hat.

## Technik

### Layout
Das Layout der einzelnen Dive Coaster kann durchaus voneinander abweichen. Das Grundprinzip ist jedoch immer gleich. Damit die Züge an Energie gewinnen, befördert sie ein Kettenlift in die Ausgangshöhe. Diese liegt – bis auf die Ausnahme Krake im Heide-Park mit 41 Metern – zwischen 50 und 65 Metern. Auf das Ende des Kettenlifts folgt meistens ein ebener Streckenabschnitt in Form einer Kurve. Diesen Abschnitt durchfährt der Zug dementsprechend langsam, sodass er, wenn er in die Haltebremse gelangt, von dieser gestoppt werden kann. Die Haltebremse, die im klassischen Sinne keine Bremse ist, da sie aus einer Kette besteht, in die sich der Zug einhakt, führt den Zug aus einer aufrechten Position langsam über den Drop in eine je nach Sitzreihe ca. 45° nach vorne geneigte Position und hält den Zug dort für wenige Sekunden. Der Zug bleibt so auf dem Weg in die vertikale Neigung stehen und lässt die Fahrgäste in den Abgrund blicken. Der erste Dive Coaster, der nach dem Kettenlift keine Kurve hat, war die 2015 eröffnete Bahn Baron 1898. Das unterstützt bei dieser Bahn die Gestaltung des Drops als Förderturm. Eine weitere Besonderheit dieser Umsetzung ist, dass die Kette des Lifthills auch als Haltebremse eingesetzt wird. 2018 öffnete mit Flying Apsaras in Western Region (西域飞天) ein zweiter Dive Coaster, der auf die Kurve nach dem Lift verzichtete.
Wird die Haltebremse wieder gelöst, folgt die charakteristische, meist vertikale Abfahrt. Alle Dive Coaster, mit Ausnahme der beiden ersten Bahnen Oblivion und Diving Machine G5 sowie Krake und Baron 1898 mit jeweils 87° Neigung, besitzen eine vertikale Abfahrt. Bei den ersten beiden Bahnen wird das Erlebnis dieser ersten Abfahrt zusätzlich dadurch verstärkt, dass sie in einem Tunnel endet. Ein ähnliches Prinzip fand auch bei Krake Anwendung.
Die beiden ältesten Bahnen legen den Schwerpunkt nur auf diese eine Abfahrt, sodass der Zug abgesehen von einer Kurve sofort in die Schlussbremse gelangt. Für die 2005 eröffnete Bahn SheiKra kam es zu einem Umdenken. Sie enthielt erstmals eine Inversion, sowie einen zweiten Drop und einen besonderen Splashdown, bei dem der Wagen durch ein Wasserbecken fährt und Wasser aufschleudert. Dieses Konzept war so erfolgreich, dass alle nach SheiKra errichteten Dive Coaster mindestens einen Immelmann und Splashdown hatten. Der zweite Drop ist bedingt durch Reibungsverluste nicht so hoch wie der erste, jedoch immer noch extrem geneigt, aber nicht vertikal. Auf dieser zweiten Abfahrt gibt es auf keiner der Bahnen eine Haltebremse.

### Schiene
Die Schienenart der Dive Coaster ist eine modifizierte Form der Bolliger-&-Mabillard-Standard-Boxschiene. Sie besteht aus einem rechteckigen Stahlträger. Von ihm führen Streben zu den leicht nach außen und oben versetzten Leitrohren, die die Wagen tragen und führen.
Die Dive-Coaster-Schiene ist erheblich breiter und stärker als die Standardschiene, damit sie der durch die breiteren Züge größeren punktuellen Belastung standhält.
Eine Ausnahme ist Krake. Da dort durch die nur sechs Sitzplätze in einer Reihe fassenden Züge diese Problematik nicht gegeben ist, konnten die schmaleren Standardschienen verwendet werden.

### Züge
Die Züge unterscheiden sich je nach Auslieferung. Die erste Auslieferung Oblivion und die zweite Diving Machine G5 haben Züge mit nur zwei Reihen zu jeweils acht Sitzen und Boden. Alle weiteren Bahnen haben drei Reihen. Dort unterscheidet sich nur die Sitzanzahl pro Reihe. Bei Griffon sind die Wagen mit zehn Sitzen in einer Reihe am breitesten, bei Krake mit sechs am schmalsten. Außerdem haben alle Bahnen mit Ausnahme der ersten beiden Züge keinen festen Boden unter den Füßen.
Alle Züge wenden das Prinzip des Stadium Seatings an. Dies bedeutet, dass die hinteren Sitzreihen um ca. 30 Zentimeter höher angebracht sind als die vorderen, um auch aus diesen Reihen eine möglichst gute Sicht auf den Streckenverlauf zu ermöglichen.
Die Züge haben an jedem einzelnen Wagen Nylon-Polyurethan-Räder. Unter den Zügen befindet sich außerdem eine Rückrollsicherung, die im Notfall das Zurückrollen des Zuges im Falle eines Kettenbruchs des Kettenlifts verhindern soll, und seitlich angebrachte Metallleisten als Gegenstück zu den Bremsen. Alle Dive Coaster haben Klotzbremsen, neuere Anlagen ergänzend Wirbelstrombremsen. Zusätzlich gibt es noch eine Vorrichtung für die Haltebremse und am hinteren Teil Leitbleche für die Fontänen des Splashdowns.

### Sitze
Die Sitze der Dive Coaster sind die Standardsitze von Bolliger & Mabillard. Sie bestehen aus einer auf den Wagen geschraubten, leicht nach hinten geneigten Stahlkonstruktion. Die Sitzschale hat den gleichen Winkel, daher sitzen die Fahrgäste in einer leichten Kuhle. Rechts und links sind aus der Rückenlehne heraus Flügel zur seitlichen Stabilisierung der Fahrgäste angebracht. Auf Höhe des Kopfes ist am verkleideten Rückteil der Lehne der Schulterbügel angebracht. Im geöffneten Zustand ist der Bügel um 90° nach oben geklappt, sodass sich die Fahrgäste von vorne in den Sitz setzen können. Ist der Bügel geschlossen, so hindert er die Fahrgäste durch seine U-Form daran, aus dem Fahrzeug zu fallen, indem er im Normalfall mit einem in der Sitzschale integrierten Horn, das der Fahrgast beim Sitzen zwischen den Beinen hat, abschließt. Aus Sicherheitsgründen gibt es zu den über Kolben und Rasten funktionierenden Bügeln noch einen Gurt, ähnlich dem eines Flugzeugs, der an der Sitzschale fest befestigt ist und in eine Halterung am heruntergeklappten Bügel gedrückt werden kann. Sollte die erste Sicherung versagen, ist somit durch die Spannung des Gurts gewährleistet, dass der Bügel sich nicht öffnen kann. Mit Valravn wurde 2016 der erste Dive Coaster mit den neuen Westenbügeln von B&M eröffnet. Sie besitzen einen von oben kommenden Schoßbügel mit flexibler Weste.

### Station
Da die neueren Züge keinen Boden haben, um das Ein- und Aussteigen zu ermöglichen, muss für jeden Zug ein Boden in der Station zur Verfügung gestellt werden. Deshalb wurden in jeder Dive-Coaster-Station hydraulische Plattformen installiert, die ausgefahren werden, bevor die Fahrgäste wechseln. Diese speziell auf den Zug zugeschnittenen Plattformen bilden zusammen mit Teilen des Zuges selbst wie den Achsen diesen Boden. Da in der ersten Reihe des Zuges keine natürliche Begrenzung nach vorne gegeben ist, wird zusätzlich ein Zaunelement ausgefahren. Ist der Zug bereit zum Abfahren, so werden sämtliche Plattformen und Zäune so zur Seite geklappt, dass sie den Zug bei der Abfahrt nicht behindern. Die Besucher haben somit während der Fahrt keinen Boden unter den Füßen. Da die Plattformen fest installiert sind, muss ein Zug bei jeder Anfahrt die gleiche Position einnehmen. Dies geschieht durch das Zusammenspiel aus in der Schiene eingebauten Näherungsschaltern und Antriebsrädern.
Um die Kapazität zu erhöhen, haben einige Anlagen zwei dieser Installationen direkt hintereinander, damit immer zwei Züge gleichzeitig abgefertigt werden können.

## Auslieferungen
Bis Mai 2024 hat Bolliger & Mabillard 17 Dive Coaster gebaut. Folgende Tabelle zeigt eine Auflistung einiger technischer Daten dieser Achterbahnen.
| Name                             | Park                            | Land                | Eröffnung     | Länge in m | Abfahrt in m | Gefälle in ° | Geschwindigkeit in km/h |        |
| -------------------------------- | ------------------------------- | ------------------- | ------------- | ---------- | ------------ | ------------ | ----------------------- | ------ |
| Oblivion                         | Alton Towers                    | England             | 14. März 1998 | 372,5      | 54,9         | 87,5         | 109,4                   | [ 6 ]  |
| Diving Machine G5                | Janfusun Fancyworld             | Taiwan              | 29. März 2000 | 381,0      | 54,6         | 87,5         | 110,0                   | [ 7 ]  |
| SheiKra                          | Busch Gardens Tampa Bay         | Vereinigte Staaten  | 21. Mai 2005  | 971,7      | 61,0         | 90,0         | 112,7                   | [ 11 ] |
| Griffon                          | Busch Gardens Williamsburg      | Vereinigte Staaten  | 18. Mai 2007  | 947,3      | 62,5         | 90,0         | 114,3                   | [ 15 ] |
| Dive Coaster                     | Chimelong Paradise              | Volksrepublik China | 21. Jan. 2008 | 981,0      | 60,0         | 90,0         | 112,0                   | [ 16 ] |
| Diving Coaster                   | Happy Valley (Shanghai)         | Volksrepublik China | 16. Aug. 2009 | 969,0      | 64,9         |              |                         | [ 17 ] |
| Krake                            | Heide-Park                      | Deutschland         | 16. Apr. 2011 | 476,0      | 41,0         | 87,0         | 103,0                   | [ 18 ] |
| Oblivion – The Black Hole        | Gardaland                       | Italien             | 28. März 2015 | 566,0      | 42,5         | 87,0         | 100,0                   | [ 31 ] |
| Baron 1898                       | Efteling                        | Niederlande         | 1. Juli 2015  | 501,0      | 37,5         | 87,0         | 90,0                    | [ 32 ] |
| Valravn                          | Cedar Point                     | Vereinigte Staaten  | 7. Mai 2016   | 1.040,9    | 65,2         | 90,0         | 120,7                   | [ 33 ] |
| Flying Apsaras in Western Region | Happy Valley (Chengdu)          | Volksrepublik China | 10. Feb. 2018 | 790,0      | 50,1         |              | 103,0                   | [ 34 ] |
| Draken                           | Gyeongju World                  | Südkorea            | 1. Mai 2018   | 947,0      | 63,0         | 90,0         | 117,0                   | [ 35 ] |
| Valkyria                         | Liseberg                        | Schweden            | 10. Aug. 2018 | 700,0      | 50,0         |              | 105,0                   | [ 36 ] |
| Yukon Striker                    | Canada’s Wonderland             | Kanada              | 3. Mai 2019   | 1.104,9    | 74,7         | 90,0         | 130,0                   | [ 37 ] |
| Emperor                          | SeaWorld San Diego              | Vereinigte Staaten  | 12. März 2022 | 734,9      | 43,6         | 90,0         | 96,6                    | [ 38 ] |
| Dr. Diabolical’s Cliffhanger     | Six Flags Fiesta Texas          | Vereinigte Staaten  | 30. Juli 2022 | 762,3      | 45,7         | 95,0         | 96,6                    | [ 39 ] |
| Iron Menace                      | Dorney Park & Wildwater Kingdom | Vereinigte Staaten  | 10. Mai 2024  | 661,1      | 46,3         | 95,0         | 103,0                   | [ 40 ] |
| Wrath of Rakshasa                | Six Flags Great America         | Vereinigte Staaten  | 2025 (im Bau) | 987,2      | 52,1         | 96,0         | 107,8                   | [ 41 ] |